# 黃俊鏗
黃俊鏗，（英語：Kevin Wong Chun-hun；1995年10月30日—）前香港男子職業網球運動員，雙打世界排名最高達393位，在2017年世界大學生運動會夥拍楊柏朗在男子雙打奪得銅牌，贏得香港網球歷史上首面世大運獎牌，現國際運動經紀公司IMG網球運動員經理人。
2017年代表香港參與中華人民共和國第十三屆運動會。

## 外部連結
- 黃俊鏗（英文/西班牙文）的官方資料
- chun-hun-wong的官方资料
- 黃俊鏗的官方資料（英文）
- 黃俊鏗的Instagram帳戶
- 黃俊鏗的Facebook專頁
- 黃俊鏗的Facebook專頁